# 人口普查

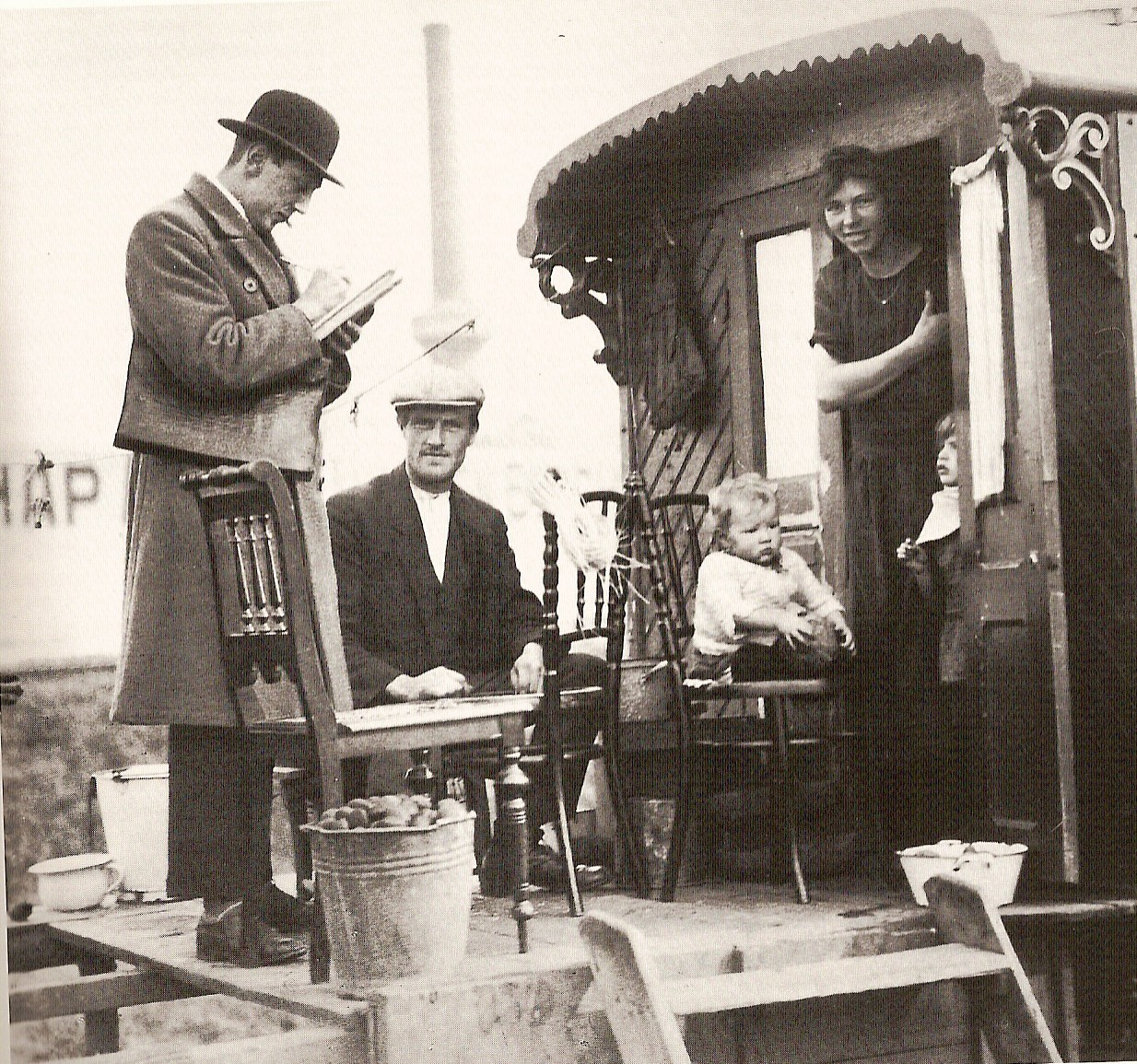
荷蘭1925年的人口普查訪問

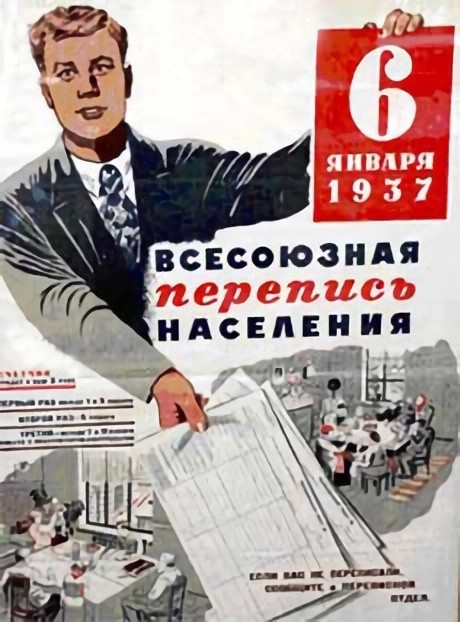
1937年蘇聯人口普查海報

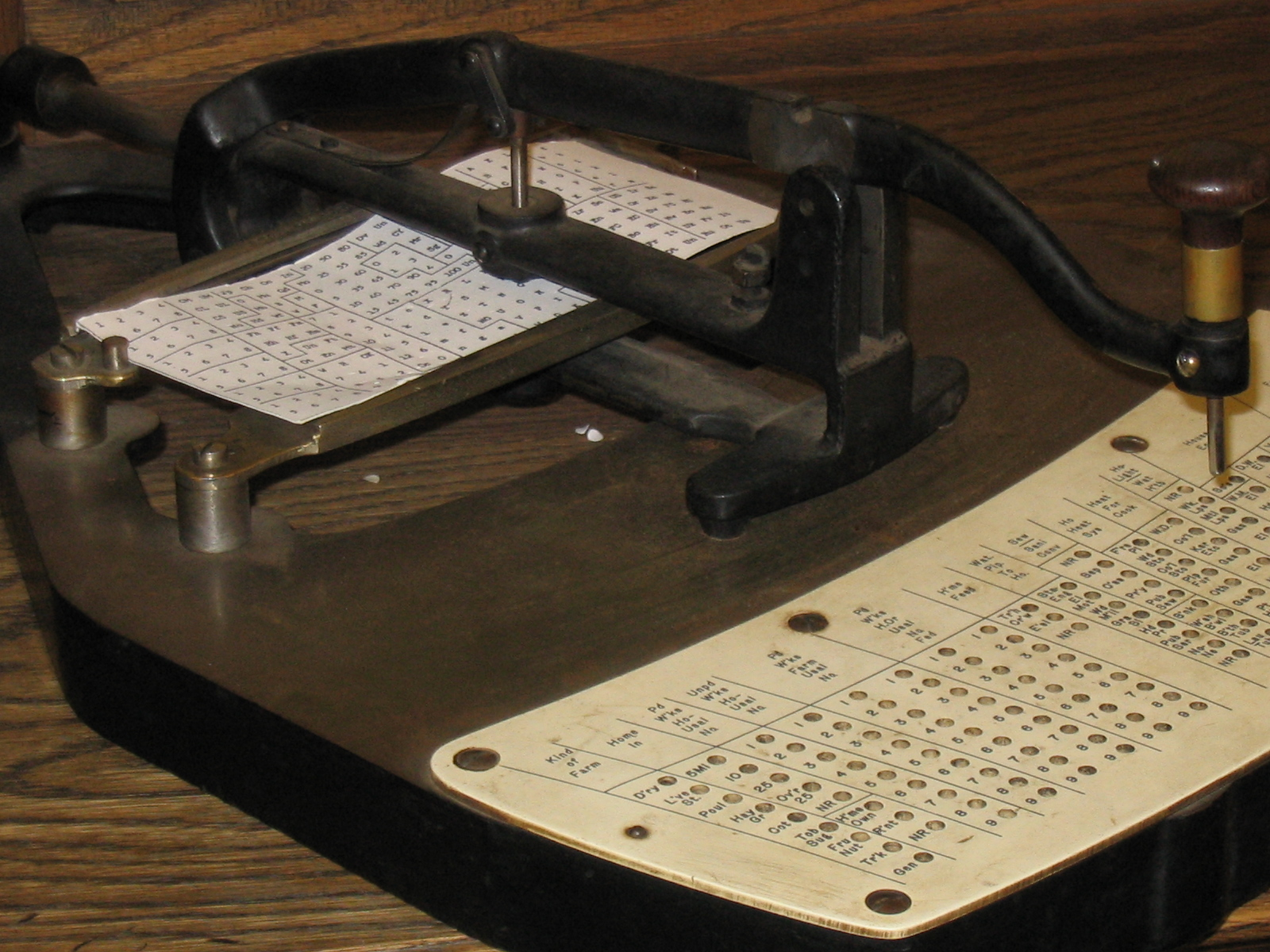
1890年美國普查讀卡機

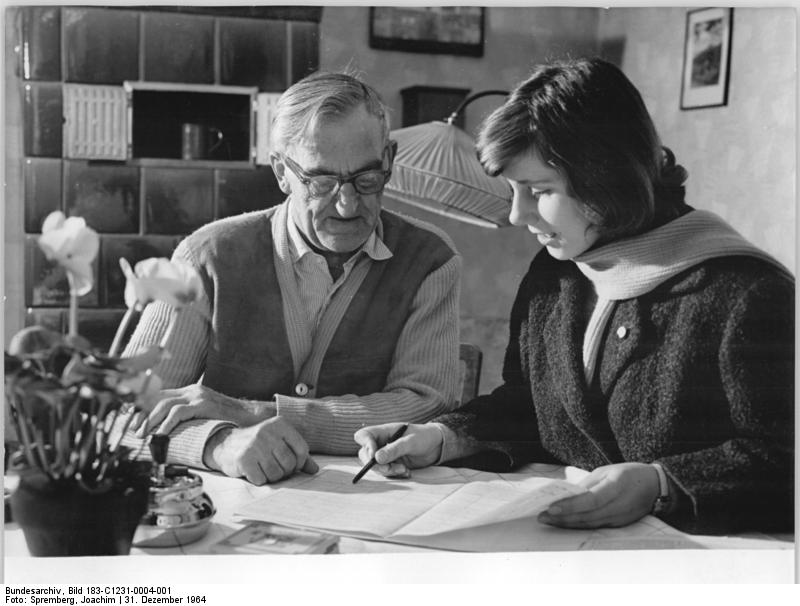
德國1964年的人口普查訪問

人口普查，又稱國勢調查或人口調查，是近代統計國家人口的重要工具，具體全面抽樣方式調查全国人口、住房以及相關的重要事项。自1790年美國政府展開首次具現代意義的人口普查後，諸如自殺率、犯罪率、宗教分布、男女比例等社會概念隨之出現，在經濟及政治上至今仍影響現代國家的運作。

## 歷史
聖經《民數記》的記載在推估約西元前1500年的以色列有60萬名年滿20歲的男丁，代表總人口有兩三百萬。現代人口學者估計當時以色列應該只有數萬人。聖經在數字上容易誇大，例如瑪土撒拉活了969歲。古代並沒有零的概念，當時不是用十進制，數字是直接用文字敘述表達，且古希伯來文沒有紀錄母音，一個字可能有多重意義且文意需靠上下文語境才能判讀。聖經《出埃及記》提到20歲以上的人應該接受普查，繳納半謝克爾用於聖所奉給上帝免得災殃，以贖金代替懲罰，虔誠的猶太群體謹慎地把經文奉為禁忌。聖經《撒母耳記》記載以色列王国大衛王 (推估西元前1040-前970年) 曾命約押 (Joab) 統計以色列人的人口，得罪了上帝，上帝懲罰大衛王飢荒、戰爭、瘟疫三種災難擇一，大衛王選擇瘟疫，隨後以色列果然發生瘟疫死了7萬人，《歷代志》則是從不同的角度記述同一件事：是撒旦化身成上帝的形象唆使大衛王舉行人口普查才招致於後來的災難，從此舉行人口普查在西方一直被認為會帶來災禍。1634年麻省灣殖民地總督John Winthrop在統計區內人口時，就曾指兩千多年前的大衛王的事例仍影響人民的心思，他們最終決定估算當地人口，而非避免全面點算。
中國在东晋哀帝兴宁二年（364年）桓温主持的庚戌土断，规定“不得藏户”，把北来侨民断入黄籍，由於土斷措施，许多隐户、流民被编入户籍。南朝齐初即有户籍检查的記載。《南齐书·虞玩之传》称：“宋元嘉二十七年（450年）八条取人，孝建元年（454年）书籍，众巧之所始也。”陈文帝天嘉元年（560年）的诏令说：“其亡乡失土，逐食流移者，今年内随其适乐，来岁不问侨旧，悉令著籍，同土断之例”。中國雖然很早就有戶籍制度，但戶籍人口數是否等於實際人口數令人懷疑。崇禎17年 (1644年) 明朝滅亡，但是黃冊卻編到崇禎24年 (1652年)。方志中有戶數、丁數的資料，由此可推算總人口數，過去歷史學者一般認為「丁」是「成年納丁稅的男子」，歷史學者何炳棣在其著作《1368-1953年中國人口研究》指出「丁」是賦稅單位。
法國在公元1328年出於徵稅目的進行人口普查, 當時法國人口是350萬戶，根據布勞岱爾《法蘭西的特性》推估人口為1600-1700萬人( 參考: Le Recensement du France ) 
1753年英國國會辯論《普查法案》（Census Bill）時，紐卡素議員Matthew Ridley亦公開表明，民眾害怕舉行人口普查將激怒上帝，人民心裡仍揮不去對這法案的恐懼，並威脅法案一旦通過，人民會在四方八面發動騷亂，反抗到底。事實上，當年人口普查的動機，離不開稅收、戰爭準備等因素，因此人口調查結果曾經相當敏感。約在18世紀中葉瑞典就曾把人口統計結果列作國家機密。
古羅馬是全世界第一個定期舉行人口普查的國家，每四年一次，雖名為普查，但是調查範圍只有羅馬城，調查對象只有公民。美国是现代第一个举行定期人口普查的国家。在全國普查前，弗吉尼亞已經進行過一次人口普查，1787年，美國為了制定各州在國會的代表人口，正式人口普查做出法律規定，嚴格規定每十年進行一次人口普查，4月1日法定為“人口普查日”。美國憲法規定美國眾議院對各州眾議員名額的分配以人口普查的數據為依據。
1790年，美國首場普查正式开始。一次普查下來耗資約1.7億美元。現今美國人口普查局在普查時會提供六種語言的問卷，除英語外，還有西班牙語、漢語、他加祿語、越南語和朝鲜语。
1880年美國人口普查仍採用人工點算，此時人工點算已經面臨瓶頸，美國人口已經從1790年的400萬增加到5000萬，調查的問題從6個增加到22個，國會分別在1881、1882和1884年三度追加預算，普查局最後在1888年才發布最後一冊報告，部份交叉製表從未完成，例如婚姻狀況；如再繼續人工點算下去，下次普查將遇到更多問題。赫爾曼·何樂禮 (Herman Hollerith) 曾參與1880年普查的工作，瞭解面臨的困難，在1880年代研究並發明讀卡機，推薦給普查局並獲得採用。1890年美國人口普查過程中使用了讀卡機，普查後僅只一個月就已得出總人口的概數，較之過去費時多年的普查工作有突破性的發展，讀卡機的發明其實就是今日個人電腦的前身，使計算機械與資訊整理相結合。
美國在沒有反抗的情況下，順利完成鉅細無遺的全國人口普查後，給了其他國家信心，另外受到1798年馬爾薩斯《人口論》的刺激與拿破崙戰爭期間徵兵的需要，丹麥、英國、荷蘭、挪威、瑞典先後展開定期的人口普查。
在19世紀初起，社會學家開始發現比較人口數據，無意中發現人口因素竟會反映一些特定行為，其中法國學者André Michel Guerry就發現，年輕人多數選擇吊頸；年長的自殺者較常吞槍，而老年自殺者又會偏好吊頸，這些發現在當時是相當新穎，逐漸發展出現代社會學研究。

## 各地人口普查

全球上次人口普查时间分布地图。颜色越黄则上次普查越近，越红则上次普查越久远

### 中國大陸
中國在明朝有「戶貼制度」。1909年清朝政府進行全國人口普查，中國人口3.7億。
1953年，建政后的中华人民共和国政府进行了第一次全国性普查，截止1953年6月30日24时，中国全国总人口为6亿0194万人，继清朝政府及1940年在满洲国进行“國勢調査”后，政府官方统计到的中国总人口数。
2006年，中国人口已经达到13亿。
以2020年11月1日零时为标准时点进行了第七次全国人口普查，统计全国总人口为1,411,778,724人。

### 台灣
台灣的第一次人口普查在1905年（明治38年）10月1日實施，日本本土的普查因日俄戰爭中止，所以稱為「臨時台灣戶口調查」。此後，在1915年、1920年、1925年、1930年、1935年、1940年也都實施戶口調查。1920年起，台灣的戶口調查與日本本土同時實施，所以包含本次及之後的調查都稱為「國勢調查」。1956年台灣的中華民國政府進行戰後第一次人口普查，1966年、1980年、1990年、2000年、2010年及2020年又再普查過。2020年（民國109年）人口普查台灣人口數約為2383萬3611人。

### 美國
美國自建國以來，從1790年起每個十年便實行一次人口普查至今。最近一次普查於2020年實行。

### 朝鮮民主主義人民共和國
朝鮮民主主義人民共和國曾於1993年、2008年及2018年進行過三次人口普查。

### 黎巴嫩
由於複雜的宗教與民族問題，黎巴嫩於1932年以後未進行過人口普查。

## 外部連結
- Census of Ireland 1911（页面存档备份，存于）.
- Online Historical Population Reports Project (OHPR).
- PR as a function of census management: comparative analysis of fifteen census experiences （页面存档备份，存于）